# کوهی میشیما
کوهی میشیما (انگلیسی: Kohei Mishima؛ زادهٔ ۱۵ آوریل ۱۹۸۷) بازیکن فوتبال اهل ژاپن است.
از باشگاه‌هایی که در آن بازی کرده‌است می‌توان به باشگاه فوتبال ویسل کوبه اشاره کرد.